# 瑞奇·奧瑞利亞
理查·桑托·奧瑞利亞（/əˈriːliə/，1971年9月2日—），為前美國職棒大聯盟的游擊手，生涯曾效力於巨人、水手、教士與紅人等隊。

## 職業生涯

### 德州遊騎兵
1992年大聯盟選秀，遊騎兵在第24輪選進奧瑞利亞。1994年12月22日，遊騎兵將奧瑞利亞和Desi Wilson交易到巨人，換來John Burkett。他在休賽季還曾經擔任過舞台工作人員。

### 舊金山巨人
1995年9月6日，奧瑞利亞登上大聯盟。1997年6月14日，奧瑞利亞敲出生涯首發滿貫砲。2001年，奧瑞利亞敲出國聯最多的206支安打，打擊率為3成24，還敲出生涯新高的37轟與97分打點。這年他成功入選明星賽和拿下銀棒獎，但因為隊友貝瑞·邦茲敲出73轟，導致奧瑞利亞並未獲得大量關注。
2002年，巨人闖進世界大賽，但最後輸給天使。這年奧瑞利亞在季後賽繳出2成96的打擊率，並敲出5轟與14分打點。

### 西雅圖水手
9年巨人合約到期後，奧瑞利亞成為自由球員。不久後，他便和水手簽約。

### 聖地牙哥教士
到了水手後，奧瑞利亞不太能習慣美聯投手的球路，因此他在2004年7月被交易到教士。不過他在教士的打擊持續低迷，因此在季後被球隊釋出。

### 辛辛那提紅人
2005年1月22日，急需內野補強的紅人簽下了奧瑞利亞。這年他敲出14轟與68分打點，並在隔年獲得球隊續約。
2006年，他繳出3成打擊率，並敲出23轟與70分打點。

### 重返舊金山
2006年休賽季，奧瑞利亞與巨人簽下2年800萬美元的合約。2007年，他因為頸部受傷進入傷兵名單。當時他僅敲出2轟，但他在傷癒歸隊後馬上敲出全壘打。整季他的打擊率為2成52，並敲出5轟與33分打點。2008年，奧瑞利亞健康的打完一季。打擊率為2成83，並敲出10轟與52分打點。
2009年2月9日，奧瑞利亞與巨人簽下小聯盟約。整季他出賽60場比賽，但也進入了2次傷兵名單。當時奧瑞利亞已經37歲，他也知道球隊隔年不會續留他，因此他決定在球季結束後退休。10月1日，他在滿場巨人球迷的歡呼聲中，完成了他在大聯盟的最終戰。
2010年4月11日，奧瑞利亞正式宣布卸下球員身分，結束15年的大聯盟生涯。目前他在巨人隊的NBC Sports Bay Area內工作。

## 生涯打擊成績
| 出賽次數 | 打席 | 打數 | 得分 | 安打 | 二安 | 三安 | 全壘打 | 打點 | 盜壘 | 保送 | 三振 | 打擊率 | 上壘率 | 長打率 | OPS  |
| -------- | ---- | ---- | ---- | ---- | ---- | ---- | ------ | ---- | ---- | ---- | ---- | ------ | ------ | ------ | ---- |
| 1652     | 6278 | 5721 | 745  | 1576 | 301  | 22   | 186    | 756  | 23   | 450  | 861  | .275   | .328   | .433   | .762 |

## 個人生活
奧瑞利亞在1997年1月中完婚，並育有2子。他和他的妻子都曾在電視劇《杏林春暖》中客串演出。目前他們一家主要住在加州希爾茲堡和亞利桑那州鳳凰城。

## 外部連結
- 球員資訊和成績在MLB ，ESPN ，Retrosheet ，Baseball Reference ，Baseball Reference (Minors) ，Fangraphs ，The Baseball Cube （英文）
- 瑞奇·奧瑞利亞在台灣棒球維基館上的頁面（繁體中文）